# Phalcoboenus carunculatus
Phalcoboenus carunculatus là một loài chim trong họ Falconidae.